# Rio Harţagu Mic
O Rio Harţagu Mic é um rio da Romênia, afluente do Harţagu Mare, localizado no distrito de Buzău.